# Varronia crenata
Varronia crenata är en strävbladig växtart som beskrevs av Hipólito Ruiz López och Pav. Varronia crenata ingår i släktet Varronia och familjen strävbladiga växter. Inga underarter finns listade i Catalogue of Life.